# Hypolobocera (Hypolobocera) henrici
Hypolobocera (Hypolobocera) henrici is een krabbensoort uit de familie van de Pseudothelphusidae.